# 布橋
布橋（ぬのはし）は静岡県浜松市中央区の町名で、現行行政地名は布橋一丁目から布橋三丁目。住居表示実施済み。

## 地理
浜松学院大学キャンパスや静岡大学附属浜松小・中学校などがある文教地区である。国道257号や静岡県道48号舘山寺鹿谷線など、交通量の多い幹線道路が町内を横切る。

## 歴史
1573年の三方ヶ原の戦いで敗走した徳川軍が一計を案じ、この地の犀が崖に白い布の橋を架け（雪の降る日だったという）、付近で野営中だった武田軍を夜襲して崖に追い落とし一矢を報いた、という伝承にちなんだ地名と言われている。しかし転落したのは、地理に不案内な武田軍が暗闇の中で崖を見誤ったためまたはあった筈の橋を落とされたためと考えるのが妥当であり、徳川軍が「布の橋をかけた」というのは後世の創作である。
なお、この時の死者の霊を弔うため念仏供養をしたものが郷土芸能遠州大念仏として今に伝えられている。
布橋の地名が制定されたのは1966年で、それ以前は追分町､名残町､上池川町とに分かれていた。

## 世帯数と人口
2018年（平成30年）12月1日現在の世帯数と人口は以下の通りである。
| 丁目       | 世帯数    | 人口    |
| ---------- | --------- | ------- |
| 布橋一丁目 | 282世帯   | 570人   |
| 布橋二丁目 | 521世帯   | 999人   |
| 布橋三丁目 | 376世帯   | 781人   |
| 計         | 1,179世帯 | 2,350人 |

## 小・中学校の学区
市立小・中学校に通う場合、学区は以下の通りとなる。
| 丁目       | 番・番地等 | 小学校             | 中学校             |
| ---------- | ---------- | ------------------ | ------------------ |
| 布橋一丁目 | 全域       | 浜松市立追分小学校 | 浜松市立北部中学校 |
| 布橋二丁目 | 全域       | 浜松市立追分小学校 | 浜松市立北部中学校 |
| 布橋三丁目 | 11〜15番   | 浜松市立広沢小学校 | 浜松市立蜆塚中学校 |
| 布橋三丁目 | その他     | 浜松市立追分小学校 | 浜松市立北部中学校 |

## 施設
- 浜松学院大学
- 静岡大学教育学部附属浜松小学校
- 静岡大学教育学部附属浜松中学校

## 交通

### バス
遠鉄バス
- 30・31舘山寺線、36大塚ひとみヶ丘線、37大久保線：（浜松駅 方面 - ）浜松学院大学 - 浜商前（伊佐見橋・舘山寺・村櫛・浜名湖ガーデンパーク／湖人見団地・山崎／田端住宅 方面）

- 40気賀三ヶ日線・41高台線・43引佐線、45奥山線、46・46-テ都田線、47葵町医大線、48和合西山線（北高経由）：（浜松駅 方面 - ）さいが崖（ - 聖隷三方原病院／気賀駅前／三ヶ日車庫／花川運動公園／奥山／都田駅前・フルーツパーク／医科大学／西山 方面）

## その他

### 日本郵便
- 郵便番号 : 432-8012[3]（集配局：浜松西郵便局[9]）。

### 警察
町内の警察の管轄区域は以下の通りである。
| 番・番地等 | 警察署         | 交番・駐在所 |
| ---------- | -------------- | ------------ |
| 全域       | 浜松中央警察署 | 城北交番     |